# Felix Bernstein
Felix Bernstein (Halle, 1878 – Zurigo, 1956) è stato un matematico tedesco figlio di Julius.
Docente dal 1921 al 1933 all'università di Gottinga, dal 1933 al 1935 alla Columbia University e dal 1936 all'università di New York.
Nel 1897 dimostrò con altri matematici il teorema di Cantor-Bernstein-Schröder e lavorò anche nel campo della genetica.
Nel 1933 emigrò negli USA poiché ebreo per poi tornare in Europa, a Zurigo (1945).